# Evropska unija
Evrópska uníja (tudi Evrópska únija; kratica EU) ali Evrópska zvéza (kratica EZ) je politično-ekonomska zveza, sestavljena iz 27 držav, ki se v glavnem nahajajo v Evropi. Obsega območje, veliko 4.233.262 km2 in ima po ocenah več kot 447 milijonov prebivalcev. EU ima enotni notranji trg, ki ga zagotavlja pravni sistem, ki velja za vse države članice. Cilji pravil EU so zagotavljanje prostega pretoka ljudi, dobrin, storitev in kapitala v okviru notranjega trga, uveljavljanje zakonov pravosodja in notranjih zadev, skupnega sklepanja trgovskih sporazumov, skupne kmetijske politike, ribištva ter regionalnega razvoja. Znotraj Schengenskega območja nadzor potnih listov ne poteka več. Monetarna unija je bila vzpostavljena leta 1999, leta 2002 pa je stopila v polno veljavo. Članic monetarne unije je 19 članic EU, ki za valuto uporabljajo evro. 
Delovanje in odločanje v EU se danes kaže v oblikah intergovernmentalizma in supranacionalizma.
EU ima sedem glavnih izvršnih teles, znanih kot Institucije Evropske unije. To so Evropski svet, Svet Evropske unije, Evropski parlament, Evropska komisija, Sodišče Evropskih skupnosti, Evropska centralna banka in Računsko sodišče.
Začetki EU segajo v čas po koncu druge svetovne vojne, ko se je začel proces evropske integracije z vzpostavitvijo Evropske skupnosti za premog in jeklo (ESPJ) leta 1951 in Evropske gospodarske unije (EGS) leta 1958. EU je bila uradno ustanovljena leta 1992 s Pogodbo o Evropski uniji (Maastrichtsko pogodbo).
Zadnja pogodba, ki je močno spremenila delovanje in strukturo EU, je bila Lizbonska pogodba (podpisana leta 2007), ki je v veljavo vstopila leta 2009.
EU predstavlja 7,3-odstotni delež svetovnega prebivalstva. Leta 2016 je imela 16.477 milijard nominalnega BDP-ja, kar predstavlja 22,2 % svetovnega BDP-ja in 16,9 % delež, upoštevajoč pariteto kupne moči. 26 od 28 držav ima visok indeks človekovega razvoja, kot ga meri Organizacija združenih narodov. Leta 2012 je EU prejela nobelovo nagrado za mir.
S skupno zunanjo in varnostno politiko, ima EU lastne zunanje odnose in obrambo. Unija vzdržuje stalne diplomatske misije po svetu, ima predstavništvo v Organizaciji združenih narodov, Svetovni trgovinski organizaciji, G8 in G-20. Zaradi njenega globalnega vpliva, je bila Evropska unija opisana tudi kot trenutna ali potencialna velesila.

## Zgodovina Evropske unije

### Začetki povezovanja (1945–1957)
Po drugi svetovni vojni so se v Evropi začeli procesi povezovanja med zahodnoevropskimi državami kot odgovor na skrajni nacionalizem, ki je opustošil kontinent. Leta 1952 je bila ustanovljena Evropska skupnost za premog in jeklo (ESPJ), ki je kasneje postala del tristebrne strukture Evropske unije. Med podporniki ustanovitve skupnosti so bili tudi Alcide de Gasperi, Jean Monnet, Robert Schuman in Paul-Henri Spaak.

### Rimska pogodba (1957–1992)
Leta 1957 so Belgija, Francija, Italija, Luksemburg, Nizozemska in Zahodna Nemčija podpisale Rimsko pogodbo, s katero je bila ustanovljena Evropska gospodarska skupnost (EGS) in Evropska skupnost za jedrsko energijo (EURATOM). Pogodba je v veljavo stopila leta 1958.
EGS in EURATOM sta bili ustanovljeni ločeno od ESPJ, vendar so vse tri skupnosti bile podvržene istim nadzornim organom. EGS je vodil Walter Hallstein, EURATOM pa Louis Armand.
V šestdesetih so se začele kazati napetosti s tem, ko je Francija zahtevala omejitve nadzora. Leta 1965 je bil dosežen dogovor in je bila podpisana Združitvena pogodba, ki je v veljavo stopila leta 1967. Vse tri Evropske skupnosti so tako dobile enotne nadzorne institucije.
Leta 1973 so se skupnostim pridružile še Danska, Irska in Združeno kraljestvo. Na Norveškem so tega leta članstvo zavrnili na referendumu. Leta 1979 so bile prve volitve v Evropskem parlamentu.
Grčija se je pridružila leta 1981, sledili sta ji še Španija in Portugalska, ki sta se pridružili leta 1986. Leta 1985 je bil podpisan Schengenski sporazum, ki je postopno odpravil kontrole na mejah znotraj držav članic. Leta 1986 so skupnosti začele uporabljati Evropsko zastavo, istega leta pa je bil podpisan Enotni evropski akt.
Leta 1990 se je po razpadu vzhodnega bloka z združitvijo Nemčije pridružila bivša Vzhodna Nemčija. Z načrti za nadaljnje širitve na bivše komunistične države ter na Ciper in Malto, so bili vzpostavljeni Københavnski kriteriji.

### Maastrichtska pogodba (1992–2007)
Evropska unija je bila formalno vzpostavljena z Maastrichtsko pogodbo, ki je v veljavo vstopila 1. novembra 1993. Leta 1995 so se EU pridružile še Avstrija, Finska in Švedska.
Leta 2002 je 12 držav članic sprejelo skupno valuto evro, kasneje se je število povečalo na 19. Leta 2004 je nastopila največja širitev EU v zgodovini, s pridružitvijo Cipra, Češke, Estonije, Latvije, Litve, Madžarske, Malte, Poljske, Slovaške in Slovenije.

### Lizbonska pogodba (2007–danes)
Leta 2007 sta se EU pridružili še Romunija in Bolgarija, istega leta pa je Slovenija uvedla evro. Leta 2008 sta sledili še Ciper in Malta, 2009 Slovaška, 2011 Estonija, 2014 Latvija in 2015 Litva.
1. decembra 2009 je v veljavo uradno vstopila Lizbonska pogodba, ki je spremenila predvsem pravno strukturo in je združila tri stebre EU.
Konec januarja 2020 je prišlo do prvega krčenja zveze v njeni zgodovini. Skladno z rezultati referenduma o članstvu (2016) je iz Evropske unije izstopilo Združeno kraljestvo, dogodka se je oprijelo ime brexit.

### Strukturalna evolucija
Časovni trak predstavlja proces evropskega združevanja po koncu druge svetovne vojne in pogodbe, ki so postopoma vodile k nastanku današnje unije.
| Podpisan Veljaven Dokument    | 1948 Bruseljska pogodba                                          | 1951 1952 Pariška pogodba   | 1954 1955 Modificirana bruseljska pogodba   | 1957 1958 Rimska pogodba                    | 1965 1967 Pogodba o združitvi               | 1975 N/A Sklep Evropskega sveta             | 1985 1995 Schengenski sporazum              | 1986 1987 Enotni evropski akt               | 1992 1993 Maastrichtska pogodba             | 1992 1993 Maastrichtska pogodba | 1997 1999 Amsterdamska pogodba | 2001 2003 Pogodba iz Nice | 2007 2009 Lizbonska pogodba | 2007 2009 Lizbonska pogodba |  |
|                               |                                                                  |                             |                                             |                                             |                                             |                                             |                                             |                                             |                                             |                                 |                                |                           |                             |                             |  |
| Trije stebri Evropske unije : |                                                                  |                             |                                             |                                             |                                             |                                             |                                             |                                             |                                             |                                 |                                |                           |                             |                             |  |
| Evropske skupnosti:           |                                                                  |                             |                                             |                                             |                                             |                                             |                                             |                                             |                                             |                                 |                                |                           |                             |                             |  |
|                               | Evropska skupnost za jedrsko energijo (EURATOM)                  |                             |                                             |                                             |                                             |                                             |                                             |                                             |                                             |                                 |                                |                           |                             |                             |  |
|                               |                                                                  |                             | Evropska skupnost za premog in jeklo (ESPJ) | Evropska skupnost za premog in jeklo (ESPJ) | Evropska skupnost za premog in jeklo (ESPJ) | Evropska skupnost za premog in jeklo (ESPJ) | Pogodba potekla l. 2002                     | Pogodba potekla l. 2002                     | Pogodba potekla l. 2002                     |                                 | Evropska unija (EU)            | Evropska unija (EU)       |                             |                             |  |
|                               |                                                                  |                             | Evropska gospodarska skupnost (EGS)         |                                             |                                             |                                             |                                             |                                             |                                             |                                 | Evropska unija (EU)            | Evropska unija (EU)       |                             |                             |  |
|                               |                                                                  |                             |                                             | Schengenska pravila                         |                                             |                                             | Evropska skupnost (EC)                      | Evropska skupnost (EC)                      |                                             |                                 | Evropska unija (EU)            | Evropska unija (EU)       |                             |                             |  |
|                               |                                                                  | TREVI                       | TREVI                                       | TREVI                                       | Pravo in notranje zadeve                    |                                             | Evropska skupnost (EC)                      | Evropska skupnost (EC)                      |                                             |                                 | Evropska unija (EU)            | Evropska unija (EU)       |                             |                             |  |
|                               | Policijsko in pravosodno sodelovanje v kazenskih zadevah (PPSKZ) | TREVI                       | TREVI                                       | TREVI                                       | Pravo in notranje zadeve                    |                                             |                                             |                                             |                                             |                                 | Evropska unija (EU)            | Evropska unija (EU)       |                             |                             |  |
|                               |                                                                  |                             |                                             |                                             | Evropsko politično sodelovanje (EPS)        | Skupna zunanja in varnostna politika (SZVP) | Skupna zunanja in varnostna politika (SZVP) | Skupna zunanja in varnostna politika (SZVP) | Skupna zunanja in varnostna politika (SZVP) |                                 | Evropska unija (EU)            | Evropska unija (EU)       |                             |                             |  |
| Nepovezana telesa             | Nepovezana telesa                                                | Zahodnoevropska unija (WEU) | Zahodnoevropska unija (WEU)                 | Zahodnoevropska unija (WEU)                 | Zahodnoevropska unija (WEU)                 | Zahodnoevropska unija (WEU)                 | Zahodnoevropska unija (WEU)                 |                                             |                                             |                                 |                                | Evropska unija (EU)       |                             |                             |  |
| Nepovezana telesa             | Nepovezana telesa                                                | Zahodnoevropska unija (WEU) | Zahodnoevropska unija (WEU)                 | Zahodnoevropska unija (WEU)                 | Zahodnoevropska unija (WEU)                 | Zahodnoevropska unija (WEU)                 | Zahodnoevropska unija (WEU)                 | Pogodba preklicana l. 2011                  |                                             |                                 |                                |                           |                             |                             |  |
|                               |                                                                  |                             |                                             |                                             |                                             |                                             |                                             |                                             |                                             |                                 |                                | p · p · u · z             |                             |                             |  |

## Geografija
Države članice EU skupaj merijo 4.423.147 km2 in bi se na spisek svetovnih držav po površini uvrstile na 7. mesto. Sem se šteje vsa izvenevropska ozemlja držav članic, ki so del Evropske unije in izvzema tista ozemlja, ki niso. Najvišji vrh EU je Mont Blanc v zahodnem delu Alp z 4810.45 metri nadmorske višine. Najnižje ležeča predela sta Lammefjorden, Danska in Zuidplaspolder, Nizozemska, s 7 m (23 ft) pod gladino morja.
Na pokrajino, podnebje in gospodarstvo EU vpliva obalna linija, dolga 65.993 km.
Vključujoč čezmorska ozemlja Francije, ki se nahajajo izven evropske celine, vendar so del unije, EU tako zajema večino tipov podnebij, od polarnega (severovzhod Evrope) do tropskega (Francoska Gvajana). Izračun klimatološkega povprečja EU je tako brezpredmeten. Večina prebivalstva živi na območjih z oceanskim (severozahodna in srednja Evropa), mediteranskim (južna Evropa) in kontinentalnim podnebjem (severni Balkan in srednja Evropa)
Evropa je močno urbanizirana. Od leta 2006 naprej, na urbanih področjih živi okoli 75 % prebivalstva. Mesta so sicer razpršena skozi celotno EU, vendar je največja koncentracija ljudi na območjih Beneluksa in tik ob njem.

## Delovanje Evropske unije
Do leta 2009 je Evropska unija temeljila na t. i. treh stebrih sodelovanja. Z uveljavitvijo Lizbonske pogodbe 1. decembra 2009 je bila struktura stebrov odpravljena. Nadomestila jo je enotna pravna oseba s tremi vrstami pristojnosti glede na področje politike:
| Izključna pristojnost | | Deljena pristojnost |  | Pristojnost podpore |
| Unija ima izključno pristojnost za sprejemanje pravno zavezujočih aktov in sklepanje mednarodnih sporazumov. | Države članice izvajajo svojo pristojnost, če in kolikor Unija ne izvaja svoje pristojnosti. | Unija lahko izvaja ukrepe za podporo, uskladitev ali dopolnitev ukrepov držav članic.                                                                                        |  |                     |
| - carinska unija - določitev pravil o konkurenci, potrebnih za delovanje notranjega trga - monetarna politika držav članic, katerih valuta je evro - ohranjanje morskih bioloških virov v okviru skupne ribiške politike - skupna trgovinska politika | - notranji trg - socialna politika glede vidikov, opredeljenih v Lizbonski pogodbi - ekonomska, socialna in teritorialna kohezija - kmetijstvo in ribištvo, razen ohranjanja morskih bioloških virov - okolje - varstvo potrošnikov - promet - vseevropska omrežja - energija - območje svobode, varnosti in pravice - skupna skrb za varnost na področju javnega zdravja glede vidikov, opredeljenih v Lizbonski pogodbi | - varovanje in izboljšanje zdravja ljudi, - industrija - kultura - turizem - izobraževanje, poklicno usposabljanje, mladino in šport - civilna zaščita - Upravno sodelovanje |  |                     |

### Aktualno vodstvo
- Ursula von der Leyen, predsednica Evropske komisije
- Roberta Metsola, predsednica Evropskega parlamenta
- António Costa, predsednik Evropskega sveta

## Evropske institucije in organi
| Evropski svet - Daje pobude in direktive - | Svet Evropske unije - Zakonodajna oblast - | Evropski parlament - Zakonodajna oblast - | Evropska komisija - Izvršilna oblast - |
| Člani Evropskega sveta 2011 | EU Council room | Evropski parlament | Zgradba sedeža Evropske komisije |
| - zbor vodij držav ali vlad s predsednikom Evropskega sveta in predsednikom Evropske komisije. - daje potrebne politične usmeritve za razvoj unije in določi njene glavne cilje in prioritete - ne predlaga zakonov - sedež v Bruslju | - skupaj s parlamentom predstavlja zakonodajno oblast - s parlamentom si deli nadzor nad proračunom - zagotavlja koordinacijo ekonomske in socialne politike in usmerja Skupno zunanjo in varnostno politiko (SZVP) - sklepa mednarodne pogodbe - sedež v Bruslju | - skupaj s Svetom deluje kot del zakonodajne oblasti - s Svetom si deli nadzor nad proračunom in ga potrjuje - izvaja demokratičen nadzor nad institucijami, vključno z Evropsko komisijo, katere člane potrdi - plenarna zasedanaj tudi v Strasbourgu, v glavnem zaseda v Bruslju | - predstavlja izvršilno oblast - Parlamentu in Svetu daje predloge za novo zakonodajo - implementira zakonodajo - upravlja s proračunom - zagotavlja skladnost z Evropskim pravom ("varuh pogodb") - se pogaja o mednarodnih pogodbah - sedež v Bruslju |

| Sodišče Evropskih skupnosti - Sodna oblast - | Evropska centralna banka - Centralna banka - | Evropsko računsko sodišče - Nadzor nad financami - |
| ECJ room | European Central Bank | ECA building |
| - zagotavlja, da se pravo EU interpretira in pravilno izvaja v vseh državah članicah - ima moč odločanja o sporih med državami članicami, institucijami, podjetji in posamezniki - sedež v Luksemburgu | - skupaj z nacionalnimi centralnimi bankami predstavlja Evropski sistem centralnih bank in tako določa monetarno politiko evroobmočja - vzdržuje cene v evroobmočju z nadzorom denarnih sredstev - sedež v Frankfurtu | - izvaja nadzor nad vsemi transakcijami ter zagotavlja njihovo legalnost in pravilnost - preverja vse dohodke in stroške - nadzoruje pravilnost implementacije proračuna - sedež v Luksemburgu |

### Evropska komisija
Evropsko komisijo (Commission européenne, European Commission) sestavlja 28 komisarjev, ki pokrivajo posamezna področja. Izvaja iniciativno in izvršilno funkcijo, upravlja s financami in predstavlja ter zastopa administracijo EU. Komisarje (predstavnike komisije s strani držav članic) predlagajo nacionalne vlade za mandat petih let (evropski parlament kandidate izpraša in potrdi), vendar so v svojem delu neodvisni in imenovani s strani Evropskega sveta. Sedež ima v Bruslju (Belgija).
Po Lizbonski pogodbi je komisiji dodan še podpredsednik, ki je obenem tudi Visoki predstavnik za zunanje zadeve in varnostno politiko. Evropska komisija predlaga akte, o katerih nato glasujeta Svet EU in Evropski parlament, izvršuje politike skupnosti, upravlja in izvaja proračun EU, skrbi za izvajanje zakonodaje EU in deloma zastopa EU po svetu, vendar ne posega v skupno zunanjo in varnostno politiko – SZVP, kjer odločanje poteka na medvladnem nivoju.

### Evropski svet
Evropski svet (Conseil européen, European Council) sestavljajo voditelji držav ali vlad držav članic in predsednik Evropske komisije. Je vrhovni politični organ EU, ki oblikuje splošne politične smernice razvoja EU. Odločitve sprejema praviloma na podlagi konsenza. Zaseda vsaj dvakrat letno. Po Lizbonski pogodbi Evropski svet izvoli svojega predsednika – ta ne sme biti njegov član – za mandat dveh let in pol z možnostjo enkratnega podaljšanja. Leta 2009 so ta položaj dodelili Belgijcu Hermanu Van Rompuyu, ki je bil na položaju do leta 2014. Evropski svet imenuje tudi položaj visokega predstavnika Evropske unije za zunanje zadeve in varnostno politiko. Evropski svet mora tudi s soglasjem predlagati člane Evropske komisije. Evropskemu svetu pomaga generalni sekretariat Evropskega sveta. Pomembno je ločevati med inštitucijami Evropski svet, Svet Evrope (ni organ EU) in Svet Evropske unije.

### Evropski parlament
Evropski parlament (Parlement européen, European Parliament) sestavljajo neposredno izvoljeni poslanci (od leta 1979), ki prihajajo iz držav članic. Je nadzorni in posvetovalni organ, ki klasično zakonodajno funkcijo izvaja v omejenem obsegu, torej le skupaj s Svetom EU. Poslanci se združujejo glede na strankarsko pripadnost in ne na nacionalni osnovi. Parlament potrdi predsednika Evropske komisije in nato še celotno Komisijo. V soodločanju s Svetom Evropske unije glasuje o Evropskih zakonodajnih aktih, razen pri SZVP, ki deluje na medvladnem nivoju. Sedež Evropskega parlamenta je v Strasbourgu, evropski parlament pa deluje tudi Bruslju in Luksemburgu. Evropskih poslancev je trenutno 705, med njimi 8 Slovencev.

### Svet Evropske unije
Svet Evropske unije (Conseil de l'Union européenne, Council of the EU) sestavljajo ministri držav članic. Z Evropskim parlamentom si deli zakonodajno funkcijo in zastopa interese držav članic. Odločitve sprejema s konsenzom ali kvalificirano večino, odvisno od področja dela. Vsaka država članica predseduje Svetu za dobo šestih mesecev. Srečujejo se v Bruslju, razen aprila, julija in oktobra, ko zasedajo v Luksemburgu.
Svet Evropske unije združuje ministre s posameznih področij (kmetijstvo, trgovina, zunanja politika, itd.) in sprejema evropske zakonodajne akte, večinoma v soodločanju z Evropskim parlamentom. Njegovo delovanje usmerja predsedstvo Sveta Unije, ki se zamenja vsakih šest mesecev. Izjema je področje zunanje politike in varnostne politike, kjer to izvajanje politike prevzame visoki predstavnik za zunanjo in varnostno politiko. 

### Sodišče Evropske Unije
Sodišče Evropske Unije (Cour de justice de l'Union européenne, Court of justice of the European Union) sestavlja 28 sodnikov (po en iz vsake države članice, z mandatom šestih let) in 8 pravobranilcev, ki jih imenujejo nacionalne vlade, vendar s soglasjem vseh članic. Opravlja sodni nadzor nad vsemi akti Komisije in Sveta EU, nadzoruje članice, ali delujejo v skladu s pogodbami in dogovori. Zagotavlja spoštovanje prava s pravilnim tolmačenjem in uporabo pogodb. Sodišče Evropske skupnosti ni pristojno za SZVP.
Pogodba o evropski uniji (Lizbonska pogodba) pozna Sodišče. Sodišče je pristojno za poravnavo pravnih sporov med državami članicami, institucijami EU, podjetji in posamezniki. Nekatere odločitve so lahko v prostojnosti nižjih sodišč.
Poleg sodišča Evropskih skupnosti poznamo tudi nižje Splošno sodišče posebno specializirano Sodišče za uslužbence EU, ki razsoja v sporih med EU in zaposlenimi v njenih institucijah.

### Računsko sodišče
Računsko sodišče (Cour des comptes européenne, Court of Auditors) izvaja nadzor nad porabo EU sredstev. Ima 25 sodnikov z mandatom šestih let. Sedež ima v Luksemburgu. Inštitucija skrbi za neodvisno zunanjo revizijo. Tako preverja pravilnost vseh prihodkov ter pravilnost in zakonitost vseh odhodkov in ocenjuje finančno poslovodenje. Revizija prispeva k izboljšanju upravljanja sredstev EU v interesu evropskih državljanov.
S poročili in mnenji, predvsem z letnim poročilom, pomaga proračunskim organov pri nadzoru proračuna EU. Tako pomembno vpliva na odločitev Evropskega parlamenta na podelitev razrešnice Evropski komisiji glede izvrševanja proračuna. Računsko sodišče je sestavljeno iz 28 predstavnikov držav članic, ki imajo 6-letni mandat.

### Evropska centralna banka
Evropska centralna banka (Banque centrale européenne, European central bank) vodi denarno politiko EU enotne skupne valute – evra in izvaja centralni nadzor. Sedež ima v Frankfurtu. Cilj centralne banke je ohranjanje monetarne stabilnosti v evroobmočju z zagotavljanjem nizke in stabilne inflacije cen življenjskih potrebščin. ECB je neodvisna institucija, ki je bila ustanovljena z uvedbo evra leta 1998 za vodenje monetarne politike. To izvaja s pomočjo Izvršnega odbora in sveta ECB.

### Odbor regij
Odbor regij (Comité des régions, Committee of the Regions) svetuje Svetu EU in Evropski komisiji na področju regionalnih in lokalnih zadev ter omogoča predstavnikom regionalnih oblasti, da sodelujejo pri oblikovanju integracijske politike, tako da bo le-ta kar najbolj ustrezala potrebam regij in lokalnih skupnosti. Ima 329 članov (7 Slovencev). Sedež ima v Bruslju.

### Varuh človekovih pravic
Varuh človekovih pravic (Médiateur européen, The European Ombudsman) ima nalogo zaščititi Evropejce pred nedelovanjem ali zlorabami administracije EU ustanov. Uvedel ga je Evropski parlament leta 1995, ta ga tudi izvoli za dobo petih let.

### Ekonomsko socialni odbor
Ekonomsko-socialni odbor (Comité économique et social européen, Economic and Social Committee) je posvetovalno telo, ki omogoča ustanovam EU, da pri pripravi odločitev ovrednotijo in upoštevajo interese različnih gospodarskih in socialnih skupin. Ima 329 članov (7 Slovencev). Na leto izda več kot 150 različnih mnenj, ki zadevajo delovanje civilnih združenj, sindikatov, gospodarskih in socialnih organizacij v Evropi. Sedež ima v Bruslju.

### Evropska investicijska banka
Evropska investicijska banka (Banque européenne d'investissement, The European Investment Bank) je bila ustanovljena leta 1958 za financiranje evropskih investicijskih prizadevanj in je obenem neodvisen organ EU in banka. Postala je največja institucija na področju mednarodnih kreditov na svetu. Sedež ima v Luksemburgu.

## Države članice
Evropska unija zavzema 27 držav članic in ozemlje veliko 4.233.262 km² s 447 milijoni prebivalcev (2020). Če bi naredili primerjavo, bi se pokazalo, da predstavlja Evropska unija največje gospodarstvo po BDP, sedmo največje ozemlje po površini in tretje največje prebivalstvo na svetu. Evropska unija samo sebe označuje kot družina demokratičnih evropskih držav. Meje držav članic so skupne z mejami 21-ih drugih držav.
23. julija 1952 je šest ustanovnih članic osnovalo Evropsko skupnost za premog in jeklo, ki je bila preoblikovana v Evropsko skupnost, kasneje preimenovana v Evropsko unijo. Širitev je potekala, kakor sledi:
| Datum           | Zgodovina članstva držav                                                               | Zgodovina članstva držav                                                               | Članic |
| --------------- | -------------------------------------------------------------------------------------- | -------------------------------------------------------------------------------------- | ------ |
| 25. marec 1957  | Ustanovne članice:                                                                     | Belgija, Francija, Zahodna Nemčija, Italija, Luksemburg, Nizozemska                    | 6      |
| 1. januar 1973  | Danska, Irska, Združeno kraljestvo                                                     | Danska, Irska, Združeno kraljestvo                                                     | 9      |
| 1. januar 1981  | Grčija                                                                                 | Grčija                                                                                 | 10     |
| 1. januar 1985  | Grenlandija izstopi po podelitvi samouprave od Danske                                  | Grenlandija izstopi po podelitvi samouprave od Danske                                  | 10     |
| 1. januar 1986  | Portugalska, Španija                                                                   | Portugalska, Španija                                                                   | 12     |
| 3. oktober 1990 | Nemška demokratična republika pristane kot del združene Nemčije v Evropski skupnosti   | Nemška demokratična republika pristane kot del združene Nemčije v Evropski skupnosti   | 12     |
| 1. januar 1995  | Avstrija, Finska, Švedska                                                              | Avstrija, Finska, Švedska                                                              | 15     |
| 1. maj 2004     | Ciper, Češka, Estonija, Latvija, Litva, Madžarska, Malta, Poljska, Slovaška, Slovenija | Ciper, Češka, Estonija, Latvija, Litva, Madžarska, Malta, Poljska, Slovaška, Slovenija | 25     |
| 1. januar 2007  | Bolgarija, Romunija                                                                    | Bolgarija, Romunija                                                                    | 27     |
| 1. julij 2013   | Hrvaška                                                                                | Hrvaška                                                                                | 28     |

Opombe:
- Grenlandija, ki ji je Danska leta 1979 podelila samoupravo, je izstopila iz Evropske skupnosti leta 1985, po izvedbi referenduma.
- Precej prekomorskih teritorijev ima tesne povezave s posamezno članico EU, kot na primer Grenlandija, otok Man, Azori in Madeira (glej Posebni teritoriji držav članic EU in njihova povezava z EU).

## Širitev Evropske unije
Proces širitve Evropske unije je bil sprožen decembra 1997 v Luksemburgu, ko je Evropski svet sprejel zgodovinsko odločitev o širitvi, s katero je opredelil proces širitve Evropske Unije v najširšem obsegu. Vanj so vključene vse države, ki želijo pristopiti k EU. Gre za obsežen nenehno dopolnjujoč in nepretrgan proces. Vsaka država kandidatka v tem procesu napreduje s svojo hitrostjo, ki je odvisna od njene usposobljenosti za vstop. Sestavni deli procesa širitve so:

### Evropska konferenca
Predstavlja večstranski okvir, ki povezuje vse države kandidatke. Je forum za razpravo o temah, ki so v skupnem interesu, kot na primer skupna zunanja in varnostna politika ter okvir za pogajanja držav članic z državami kandidatkami. Ustanovni sestanek, ki se ga je udeležilo 15 držav članic in 12 držav kandidatk, je potekal marca 1998 v Londonu. Turčija se je prvič udeležila sestanka Evropske konference novembra 2000 v Sochauxu, ko je ta forum začel delovati v celoti.

### Pristopni proces
Začel se je marca 1998. Vanj je bilo vključenih trinajst držav, ki so vložile prošnje za članstvo: Bolgarija, Ciper, Češka, Estonija, Latvija, Litva, Madžarska, Malta, Poljska, Romunija, Slovaška, Slovenija, Hrvaška in Turčija, sedaj pa so vanj vključene dve: Makedonija in Turčija. Za države kandidatke veljajo enaka pristopna merila, ne glede na to, ali so se pogajanja o pristopu že začela ali ne. Pristopni proces je sestavljen iz pogajanj o pristopu, poglobljene predpristopne strategije, pregleda usklajenosti domače zakonodaje z evropskim pravnim redom- (screening) ter iz pregledne procedure.

#### Pristopna pogajanja
Določajo pogoje vključevanja vsake države kandidatke v EU. Usmerjajo se predvsem na sprejem, izvajanje in utrditev evropskega pravnega reda ter na določanje prehodnih obdobij, ki morajo biti omejena v svojem obsegu in času trajanja. Pogajanja o širitvi potekajo v obliki medvladne pristopne konference med državami članicami EU na eni in državo kandidatko na drugi strani. Na osnovi pregleda usklajenosti zakonodaje z evropskim pravnim redom, evropska komisija predlaga skupno stališče EU za vsako od 31 poglavij evropskega pravnega reda, ki ga morajo soglasno potrditi države članice EU. Rezultat uspešno končanih pogajanj je sporazum v obliki pristopne pogodbe. Slednjo morata potrditi svet EU in evropski parlament. Po podpisu pristopne pogodbe sledi ratifikacija v parlamentih držav članic ter v parlamentu države kandidatke. Pred ratifikacijo v domačem parlamentu lahko država kandidatka izvede referendum. Po končanih ratifikacijah pogodba stopi v veljavo in država postane članica EU.
Marca 1998 so se na priporočilo evropske komisije začela pristopna pogajanja s šestimi državami t. i. luksemburške skupine; Ciprom, Češko, Estonijo, Madžarsko, Poljsko in Slovenijo, ki se jim je februarja 2000 pridružilo še šest držav t. i. helsinške skupine - Bolgarija, Latvija, Litva, Malta, Romunija in Slovaška. Čeprav je Turčija kandidatka za članstvo, se pogajanja še niso začela, ker država ne izpolnjuje nekaterih københavnskih meril - predvsem političnih.

#### Poglobljena predpristopna strategija
Namen poglobljene predpristopne strategije je pomagati državam kandidatkam pri prilagajanju domače zakonodaje evropskemu pravnemu redu. Strategija temelji na evropskih sporazumih, pristopnih partnerstvih in državnih programih za prevzem evropskega pravnega reda, na predpristopni pomoči ter odpiranju programov in agencij EU za države kandidatke. Poglobljena predpristopna strategija tako združuje vse oblike podpore EU v enoten okvir.

##### Evropski pridružitveni sporazum
Pravni okvir za odnos med evropsko skupnostjo ter Ciprom, Malto in Turčijo so pridružitveni sporazumi iz šestdesetih in zgodnjih sedemdesetih let, ki večinoma obravnavajo področje trgovine, z namenom vzpostaviti carinsko unijo. S Turčijo je carinska unija začela veljati že leta 1996. V nasprotju z evropskimi sporazumi ne vsebujejo političnega dialoga, ki je bil vzpostavljen kasneje na osnovi drugih dokumentov. Pridružitveni in evropski sporazumi priznavajo namero pridružitvenih držav, da postanejo članice Evropske unije. Njihov namen je bil kasneje potrjen v individualnih prošnjah za članstvo. Slovenija je svojo prošnjo za članstvo oddala 10. junija 1996.

##### Pristopno partnerstvo
To je odgovor na potrebo po neposredni pomoči za reševanje specifičnih potreb posameznih držav kandidatk. Pristopno partnerstvo vsake države določa jasne kratko- in srednjeročne prednostne naloge ter finančna sredstva za njihovo učinkovito izpolnjevanje. Pristopna partnerstva je evropska komisija predstavila oktobra 1999 in dopolnila februarja 2000. Vanjo je vključila predpristopno pomoč, ki je od leta 2000 na voljo v okviru treh predpristopnih programov: Phare (gradnja institucij in tesno institucionalno sodelovanje, podpora investicijam in programi integriranega regijskega razvoja), ISPA (okoljska infrastruktura in prometna infrastruktura) in SAPARD (razvoj kmetijstva in podeželja) ter v obliki sofinanciranja mednarodnih denarnih ustanov.

##### Državni program za prevzem evropskega pravnega reda
Evropski pravni red Acquis communautaire zajema celotno zakonodajo evropskih skupnosti, ki se je ustvarjala in novelirala zadnjih 40 let. Vključuje rimsko ustanovitveno pogodbo ter njeno nadgradnjo: enotno listino ter maastrichtsko pogodbo in amsterdamsko pogodbo, vse uredbe in direktive, ki jih sprejema svet EU, kot tudi odločbe sodišča evropskih skupnosti. Slovenija je v okviru pristopnega partnerstva marca 1998 pripravila prvi državni program za prevzem evropskega pravnega reda, v katerem so določeni roki za izpolnitev prednostnih nalog in ciljev, skupaj z navedbo potrebnih kadrovskih virov in finančnih virov. Zaradi kratkoročnega značaja prvega programa je Vlada RS v začetku leta 1999 pripravila nov srednjeročni program, ki opredeljuje naloge za obdobje od leta 1999 do konca 2002, to je bil ciljni datum katerega si je postavila Republika Slovenija, da bo pripravljena na obveze , ki izhajajo iz članstva v EU. Aprila 1999 ga je obravnaval tudi državni zbor in o njem sprejel sklepe ter stališča kot napotilo vladi pri njegovem izvajanju, dopolnjevanju in spreminjanju. Državni program ni končen dokument,saj se je dopolnjeval in spreminjal vse do vstopa Slovenije v EU. Omogočal je celovit pregled vseh nalog na zakonodajnem področju in upravnem področju ter omogočal nadzor nad njihovim izvajanjem. Je tudi eden od temeljev za pripravo rednih letnih poročil evropske komisije o napredku.

### Agenda 2000
Agenda 2000 je enoten okvir , v katerem je evropska komisija julija 1997 podala širšo perspektivo razvoja EU in njenih politik, celostni vpliv širitve, mnenja o prošnjah za članstvo srednje in vzhodnoevropskih držav ter finančni okvir za obdobje 2000-2006.

### Redna poročila evropske komisije
Redna poročila evropske komisije so ocena o napredku posamezne kandidatke na poti do članstva, ki so podlaga za odločitev sveta EU o začetku in nadaljnjem poteku pogajanj. Prvo poročilo je evropska komisija predstavila novembra 1998, leto dni po izdaji mnenj o prošnjah za članstvo. Sledili sta mu še dve skupini rednih poročil- leta 1999 in 2000. Redna poročila so predmet razprave med državami članicami na zasedanjih evropskega sveta.

### Širitvena strategija
Širitvena strategija , ki je bila decembra 2000 potrjena na zasedanju evropskega sveta v Nici, je sinteza poročil o napredku držav kandidatk pri izpolnjevanju meril za članstvo. Vsebuje tudi aktualno predpristopno strategijo in njene prednostne naloge ter poročilo o trenutnem stanju in poteku pogajanj v prihodnje.

## Jeziki Evropske unije
Jeziki Evropske unije so jeziki, ki jih govore ljudje v državah članicah Evropske unije. To je 24 uradnih jezikov. Uradni jeziki so: angleščina, bolgarščina, češčina, danščina, estonščina, finščina, grščina, hrvaščina, francoščina, italijanščina, irščina, litovščina, latvijščina, madžarščina, malteščina, nemščina, nizozemščina, poljščina, portugalščina, romunščina, slovaščina, slovenščina, španščina in švedščina.

## Izstop članice
Evropska unija je z neuspešno Ustavno pogodbo za Evropsko Unijo prvič odprla možnost izstopa ali suspenza članice iz Evropske unije s strani drugih članic. Članica se lahko tudi sama odloči, da izstopi iz članstva. Z referendumom je Združeno kraljestvo leta 2016 sklenilo zapustiti Evropsko unijo kot prva takšna država. Država je po prehodnem obdobju formalno izstopila iz unije 31. januarja 2020, od 1. januarja 2021 nadaljnje sodelovanje med EU in ZK ureja Sporazum o trgovini in sodelovanju.
Obstajale so tudi grožnje, da bo zapustila Evropsko unijo tedaj prezadolžena Grčija. V Grčiji se je za to leta 2015 uporabljal izraz grexit, tako da se uporablja za izstop Združenega kraljestva izraz brexit. 
| Datum izstopa   | Izstopna država                                       | Članic po odhodu |
| --------------- | ----------------------------------------------------- | ---------------- |
| 1. januar 1985  | Grenlandija izstopi po podelitvi samouprave od Danske | 10               |
| 31. januar 2020 | Združeno kraljestvo (Brexit)                          | 27               |